# Kap Anna
Das Kap Anna (französisch Cap Anna) ist ein markantes Kap aus schwarzem Fels, das mit einer Höhe von 280 m am nördlichen Ende der Arctowski-Halbinsel an der Danco-Küste des antarktischen Grahamlands liegt. Es bildet die südwestliche Begrenzung der Einfahrt zur Wilhelmina Bay.
Teilnehmer der Belgica-Expedition (1897–1899) unter der Leitung des belgischen Polarforschers Adrien de Gerlache de Gomery entdeckten es. Benannt ist es nach Anna Osterrieth (geb. Lippens, 1877–1957), der Ehefrau von Jacques „Ernest“ Osterrieth (1869–1947), einem Sponsor der Expedition.